# Niels Ivar Larsen
Niels Ivar Larsen er en dansk journalist ansat ved Information, hvor han er redaktionel oversætter.
For Information oversætter han blandt andet tegneserien Doonesbury.
Som bogoversætter har han stået for oversættelserne af Barack Obamas Mod til at håbe (2008) og Glenn Greenwalds Overvåget: Edward Snowden, NSA og den amerikanske overvågningsstat (2014). 
Larsen er tillige bestyrelsesmedlem i Dansk Pen og medredaktør af Øverste Kirurgiske.